# Wir sind des Geyers schwarzer Haufen
Wir sind des Geyers schwarzer Haufen é uma canção de marcha alemã do período entreguerras. Composta por volta da década de 1920, a letra da música foi extraída do poema Ich bin der arme Konrad do poeta e oficial de artilharia bávara Heinrich von Reder (1824 - 1909). A melodia da música é arranjada pelo compositor alemão nazista Fritz Sotke (1902-1970). Como uma música sobre a Guerra dos Camponeses Alemães, sua é conhecida por seus fortes temas anticlericais e anti-nobres.

## História
O título da música (Somos a Companhia Negra de Geyer) e as letras são referências a Florian Geyer (1490 - 10 de junho de 1525) e sua Companhia Negra, uma unidade de cavalaria pesada que lutou ao lado dos Camponeses durante a Guerra dos Camponeses Alemães. A Companhia Negra de Geyer era famosa entre seus contemporâneos pela destruição de catedrais, castelos e execuções sumárias de clérigos e nobres. A letra da música capitaliza essa notoriedade, com referências à atuação da Companhia Negra: "Setzt aufs Klosterdach den Roten Hahn!" ("Levante as chamas vermelhas sobre o telhado do claustro!").
Como uma canção composta dentro do contexto mais amplo dos Movimentos Juvenis Alemães na era-Weimar, foi cantada por vários grupos de diversos espectros políticos. A canção é notável por sua inclusão nos cancioneiros oficiais do Partido Nazista Alemão, bem como no Exército Popular Nacional da República Democrática Alemã.
Nos dias modernos, Wir sind des Geyers schwarzer Haufen continua sendo uma canção popular tocada por vários grupos musicais alemães. Alguns músicos optam no entanto por suavizar e substituir alguns versos. Substituições comuns incluem substituir o "Telhado do Claustro" por um simples "Telhado do Cavaleiro", ou mesmo omitir inteiramente certas linhas (por exemplo "Des Edelmannes Töchterlein, heia hoho, soll heute uns’re Buhle sein").

## Letras e tradução
Observe que, dependendo do artista e arranjo específicos, pode haver diferenças nas letras.
| Alemão | Inglês |
| --- | --- |
| Wir sind des Geyers schwarze Haufen, Hei a ho ho! Und wollen mit Tyrannen raufen, Hei a ho ho! Spieß voran, drauf und dran, Setzt aufs Klosterdach den roten Hahn! Wir wolln's dem Herrn im Himmel klagen Kyrieleis! daß wir die Pfaffen nicht dürfen totschlagen Kyrieleis! Spieß voran, drauf und dran, Setzt aufs Klosterdach den roten Hahn! Als Adam grub und Eva spann, Kyrieleis! Wo war denn da der Edelmann? Kyrieleis! Spieß voran, drauf und dran, Setzt aufs Klosterdach den roten Hahn! Jetzt geht's auf Schloß, Abtei und Stift, Heia hoho! uns gilt nichts als die Heilge Schrift, Heia hoho! Spieß voran, drauf und dran, Setzt aufs Klosterdach den roten Hahn! Uns führt der Florian Geyer an, Trutz Acht und Bann! Den Bundschuh führt er in der Fahn, Hat Helm und Harnisech an! Spieß voran, drauf und dran, Setzt aufs Klosterdach den roten Hahn! Bei Weinsberg setzt' es Brand und Stank, Heia hoho! Gar mancher über die Klinge sprang, Heia hoho! Spieß voran, drauf und dran, Setzt aufs Klosterdach den roten Hahn! Des Edelmannes Töchterlein, Kyrieleis! Wir schicktens in die Höll hinein, Kyrieleis! Spieß voran, drauf und dran, Setzt aufs Klosterdach den roten Hahn! Geschlagen ziehen wir nach Haus, Heia hoho! Unsre Enkel fechten's besser aus, Heia hoho! Spieß voran, drauf und dran, Setzt aufs Klosterdach den roten Hahn! | We are the Geyer's Black Host, Hiya ho ho! And we want to scuffle with tyrants Hiya ho ho! Spikes ahead! Forward march! Raise the red flames upon the cloister roof! We want to complain to God in Heaven Lord, have mercy! That we can't beat the priests to death, Lord, have mercy! Spikes ahead! Forward march! Raise the red flames upon the cloister roof! When Adam plowed and Eve spun, Lord, have mercy! Where was then the nobleman? Lord, have mercy! Spikes ahead! Forward march! Raise the red flames upon the cloister roof! Now we're 'gainst the fort, abby, and church, Hiya ho ho! We keep no vows but the Holy Script Hiya ho ho! Spikes ahead! Forward march! Raise the red flames upon the cloister roof! We're lead by Florian Geyer, Despite being outlaws! The Bundschuh he carries upon his flag Wears helmets and armor! Spikes ahead! Forward march! Raise the red flames upon the cloister roof! By Weinsberg we gave 'em fire and stench, Hiya ho ho! Many a man was put to the blade, Hiya ho ho! Spike ahead, forward march! Raise the red flames upon the cloister roof! The nobleman's little daughter, Lord have mercy! We'll send her straight back to hell, Lord have mercy! Spikes ahead! Forward march! Raise the red flames upon the cloister roof! Beaten, we drag ourselves back home Hiya ho ho! Our grandchildren will fight a better fight Hiya ho ho! Spikes ahead! Forward march, Raise the red flames upon the cloister roof! |